# Anatoli Màrtxenko
Anatoli Tíkhonovitx Màrtxenko (en rus: Анато́лий Ти́хонович Ма́рченко; 23 de gener de 1938, Baràbinsk – 8 de desembre de 1986, Txístopol) fou un escriptor i dissident soviètic que morí en un camp de treball per la seva postura contrària al poder polític soviètic.
L'any 1975 formà part d'un grup d'intel·lectuals favorables a estrènyer llaços amb la Conferència sobre la Seguretat i la Cooperació a Europa realitzada a Hèlsinki, i que posteriorment es materialitzà amb la creació de l'Organització per a la Seguretat i la Cooperació a Europa OSCE.
Autor de diversos llibres, en ells intentava analitzar la política exterior de la Unió Soviètica i les seves arrels històriques, així com la vida als camps de treball i presons soviètiques. El Govern comunista de l'URSS veié en aquests llibres atacs al sistema social i estatal soviètic. El 4 de setembre de 1981 fou condemnat, davant el Tribunal Regional de Vladímir, a 10 anys de confinament en una colònia de treballs forçats.
Després d'onze anys d'empresonament morí el 9 de desembre de 1986 a conseqüència d'una vaga de fam, que durà 117 dies, iniciada a la presó de Txístopol, situada a la república de Tatarstan.
| «                   | "L'única possibilitat de lluitar contra el mal i la il·legalitat que prevalen consisteix, al meu entendre, en saber la veritat." | » |
| — Anatoli Màrtxenko | |   |

L'any 1988 el Parlament Europeu instaurà el Premi Sàkharov per la Llibertat de Consciència per homenatjar persones o organitzacions que han dedicat les seves vides o accions a la defensa dels drets humans i de les llibertats. En la seva primera edició de l'any 1988 s'ortorgà el premi a Nelson Mandela i, a títol pòstum, a Anatoli Màrtxenko.